# Trasplante de cerebro
Un trasplante de cerebro o trasplante de cuerpo completo es un procedimiento en el cual el cerebro de un organismo es trasplantado al cuerpo de otro. Es un procedimiento distinto a un trasplante de cabeza, que involucra transferir la cabeza completa a un nuevo cuerpo, en lugar de solo el cerebro. Teoréticamente, una persona con insuficiencia orgánica avanzada podría recibir un cuerpo funcional, pero manteniendo su personalidad, memorias, y conciencia mediante el procedimiento.
En 1970, el neurocirujano Robert J. White logró injertar la cabeza de un mono al cuerpo decapitado de otro. Lecturas electroencefalográficas mostraron que el cerebro continuaba funcionando con normalidad, dando espacio a la idea de que el cerebro era un órgano inmunemente privilegiado ya que el sistema anfitrión no lo atacó en un inicio. Nueve días después, el inmunorechazo causó la muerte del mono.
Trasplantes cerebrales y conceptos similares han sido explorados en varias historias de ciencia ficción.

## Desafíos existentes
Una de las barreras más significantes para el desarrollo de este procedimiento es la incapacidad del tejido nervioso de sanar adecuadamente. Tejido cicatrizado no transmite señales apropiadamente, por la misma razón, una lesión de la médula espinal suele ser mortal.
Alternativamente, una Interfaz cerebro-computadora podría ser utilizada para conectar el sujeto a su propio cuerpo. Un estudio utilizando un mono como sujeto mostró que es posible sobrepasar la medula espinal y ejecutar funciones físicas utilizando solo comandos del cerebro. Una ventaja es que esta interfaz se puede ajustar después de que se realizan las intervenciones quirúrgicas, en partes del cuerpo donde los nervios no se pueden volver a conectar sin cirugía. Cuando órganos son trasplantados, puede ocurrir un rechazo agresivo por parte del sistema inmunitario huésped. Debido a que las células inmunitarias del sistema nervioso central contribuyen al mantenimiento de la neurogénesis y las habilidades de aprendizaje espacial en la edad adulta, se ha formulado la hipótesis de que el cerebro es un órgano inmunológicamente privilegiado (irrechazable). Sin embargo, se ha informado de inmunorechazo de un cerebro funcional trasplantado en monos.
Además, para que este procedimiento sea práctico, la edad del cuerpo donado debe aproximase a la edad del el  cuerpo de origen: un cerebro adulto no tendría suficiente espacio en un cráneo que no ha completado su crecimiento.

## Trasplante de cerebro parcial
En 1982, La doctora Dorothy T. Krieger, jefa de endocrinología en el Hospital Monte Sinaí en New York, logró un trasplante parcial de cerebro en ratones. El procedimiento involucra una raza modificada de ratones que carecen de la sustancia conocida como hormona liberadora de hormona luteinizante (LHRH, por sus siglas en inglés). El LHRH controla la producción de un grupo de hormonas del desarrollo sexual, las gonadotropinas.
Durante el trasplante, la parte del cerebro que normalmente produce LHRH es removida del cuerpo donador y colocada en la cavidad natural del nuevo anfitrión, permitiendo que los nervios vuelvan a crecer de manera correcta.